# Pediodectes tinkhami
Pediodectes tinkhami är en insektsart som beskrevs av Morgan Hebard 1934. Pediodectes tinkhami ingår i släktet Pediodectes och familjen vårtbitare. Inga underarter finns listade i Catalogue of Life.